# Prionoplus
Prionoplus is een kevergeslacht uit de familie van de boktorren (Cerambycidae). De wetenschappelijke naam van het geslacht werd voor het eerst geldig gepubliceerd in 1843 door White.

## Soorten
Prionoplus is monotypisch en omvat slechts de volgende soort:
- Prionoplus reticularis White, 1843